# Glyphodes ernalis
Glyphodes ernalis là một loài bướm đêm trong họ Crambidae.